# Red Faction: Battlegrounds
Red Faction: Battlegrounds est un jeu vidéo de combat motorisé développé et édité par THQ, sorti en 2011 sur PlayStation Network et Xbox Live Arcade.

## Accueil
- GameSpot : 5/10[1]
- IGN : 5/10[2]
- Jeuxvideo.com : 8/20[3]